# 595
Năm 595 là một năm trong lịch Julius.